# Vite (araldica)
In araldica la vite simboleggia allegria, ricreazione, pubblica unione e utile amicizia. La pianta, normalmente completa di pampini e grappoli, è generalmente accollata a un palo, un albero, una torre.

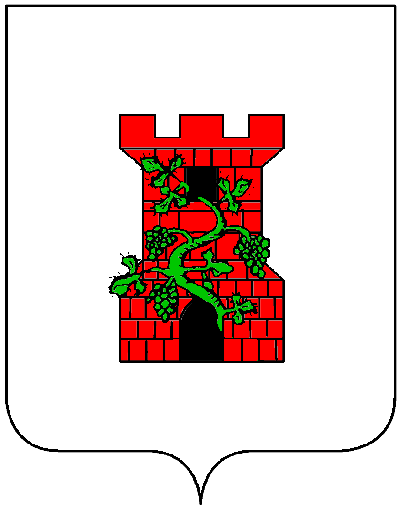
D'argento, alla torre di rosso, aperta e finestrata di nero, accollata da una vite fruttifera di verde, nascente dalla porta, entrante ed uscente per la finestra (stemma della famiglia Vidoni)
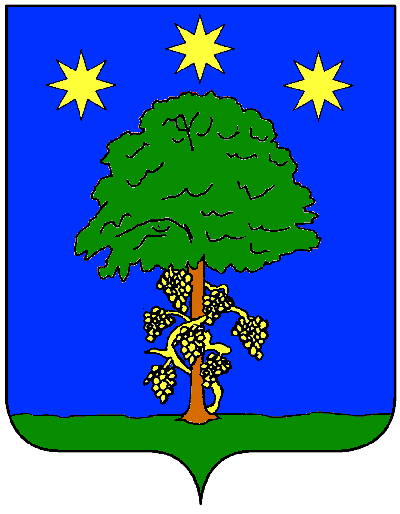
D'azzurro al rovere al naturale terrazzato di verde, con la vite d'oro rampicante pampinosa di sette, il tutto sormontato da tre stelle di otto maleordinate (famiglia Viazzi)
D'argento, al monte di tre cime di verde, sostenente una vite pampinosa di verde di sei pezzi e fruttata d'azzurro di cinque pezzi (Gemmrigheim, Germania)
D'azzurro, ai due tralci di vite al naturale decussati cimati dal pampino a guisa di palmetta, di verde, pampinosi di sei, tre per parte, di verde, fruttati di quattro grappoli d'oro, due per parte, sorretti da quattro tralci minori al naturale, alternati ai pampini, ricadenti all'ingiù; essi due tralci nodriti sul colle centrale del monte all'italiana di tre colli, fondato in punta, di porpora (comune di Pergola)
Tre viti fruttate e pampinose (Grafenberg, Germania)